# Essener Münster

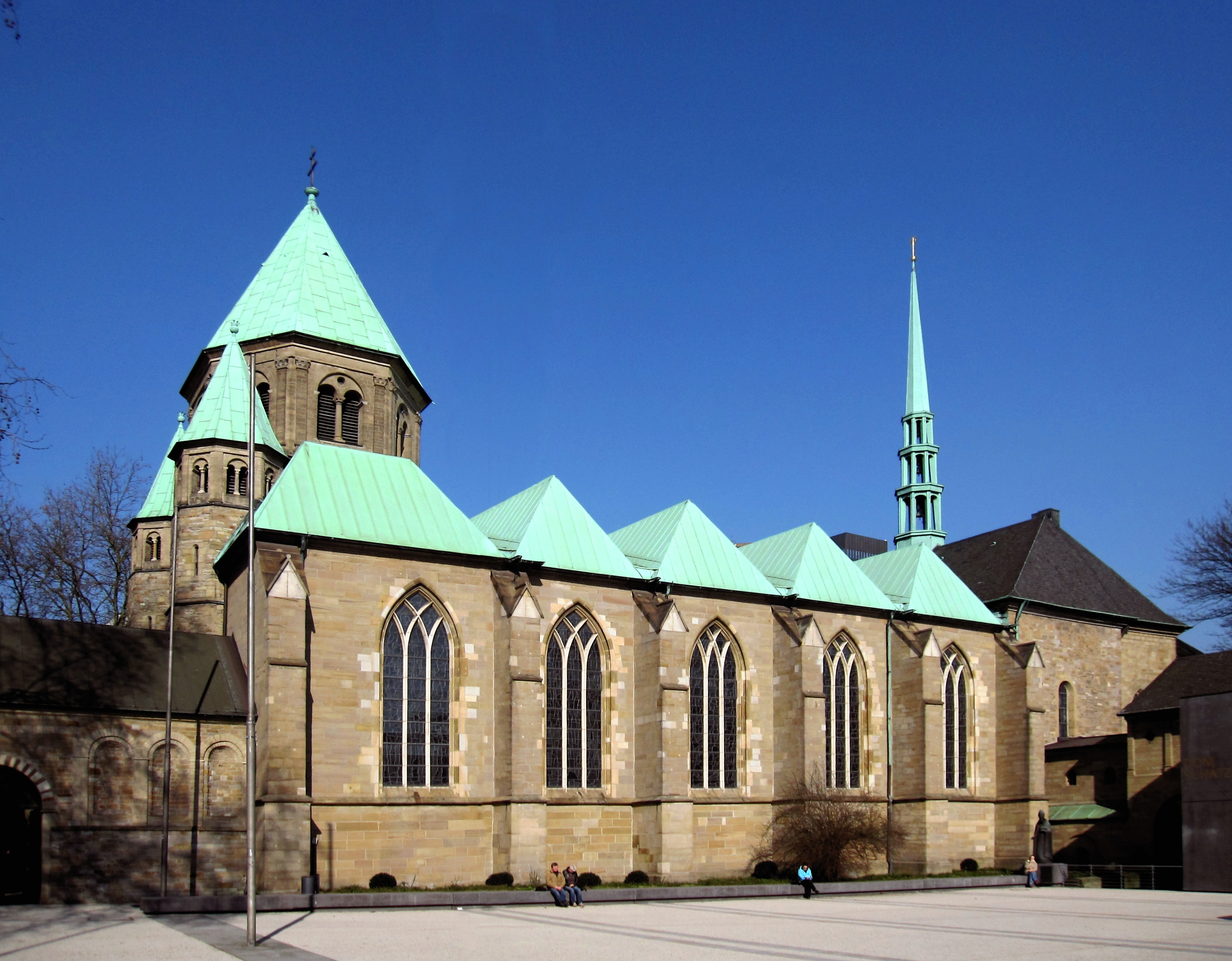
Das Essener Münster von der Südseite aus gesehen (2011)

Das Essener Münster ist die Bischofskirche des Bistums Essen, des sogenannten „Ruhrbistums“, am Burgplatz in der Innenstadt von Essen. Es trägt das Patrozinium der heiligen Cosmas und Damian und der Jungfrau Maria und wird auch Essener Dom genannt.
Der Dom, der mehrere Vorgängerbauten hatte, war ursprünglich die Stiftskirche des Essener Frauenstifts, das um 845 von dem Hildesheimer Bischof Altfrid gegründet worden war. Das nach Kriegszerstörung im Zweiten Weltkrieg wiederaufgebaute Münster ist eine ursprünglich nach 1275 errichtete gotische Hallenkirche aus hellem Sandstein. Der oktogonale Westbau und die Krypta sind erhaltene Teile des ottonischen Vorgängerbaus. Dem Münster ist nördlich ein Kreuzgang angeschlossen. Zu seinen bedeutendsten Kunstschätzen zählt die Goldene Madonna, die älteste vollplastische Marienfigur nördlich der Alpen.

## Baugeschichte

### Vorherige Siedlungen
Das Gelände des Domes war bereits vor der Gründung des Stiftes besiedelt. Der Hildesheimer Bischof Altfrid (Amtszeit 847–874) soll auf seinem Gut Asnide ein Frauenstift gegründet haben. Ein direkter Nachweis dieses Gutes ist bisher nicht gelungen. Pfostenlöcher, merowingerzeitliche Scherben und Bestattungen nahe der Münsterkirche lassen jedoch den Schluss zu, dass bereits vor Gründung des Stiftes eine Besiedelung des Platzes bestand.

### Erste Kirche
Die heutige Essener Domkirche ist der dritte Kirchenbau an dieser Stelle. Grundmauern der Vorgängerkirchen wurden 1952 von Walter Zimmermann ausgegraben. Die erste Kirche an dieser Stelle wurde von den Gründern des Essener Stifts, dem Hildesheimer Bischof Altfrid und Gerswid, der ersten überlieferten Äbtissin, zwischen 845 und 870 errichtet. Der Bau, der bereits die Breite von Mittel- und Seitenschiffen seiner Nachfolgerbauten vorgab, war eine dreischiffige Basilika in west-östlicher Ausrichtung. Westlich vor dem Langhaus befand sich eine kleine, fast quadratische Vorhalle. Die Arme des Querhauses schlossen sich an einen rechteckigen Mittelraum an; sie hatten die Höhe des Mittelschiffes. Nur von den Querhausarmen aus waren Räume in den östlichen Enden der Seitenschiffe zugänglich. Ob diese Räume, wie Zimmermann anhand der Ausgrabungsbefunde annahm, die Höhe des Seitenschiffes hatten oder, wie Lange in einer neueren Rekonstruktion annimmt, die Höhe der Seitenchöre, ist strittig. Östlich der Vierung befand sich der halbrund geschlossene Chor, an den sich seitlich rechteckige Räume anlehnten, die vom Querhaus aus zugänglich waren.
Diese erste Kirche wurde 946 durch einen Brand beschädigt, der in den Kölner Annalen als Astnide cremabatur („Essen brannte nieder“) verzeichnet ist.

### Frühottonische Stiftskirche

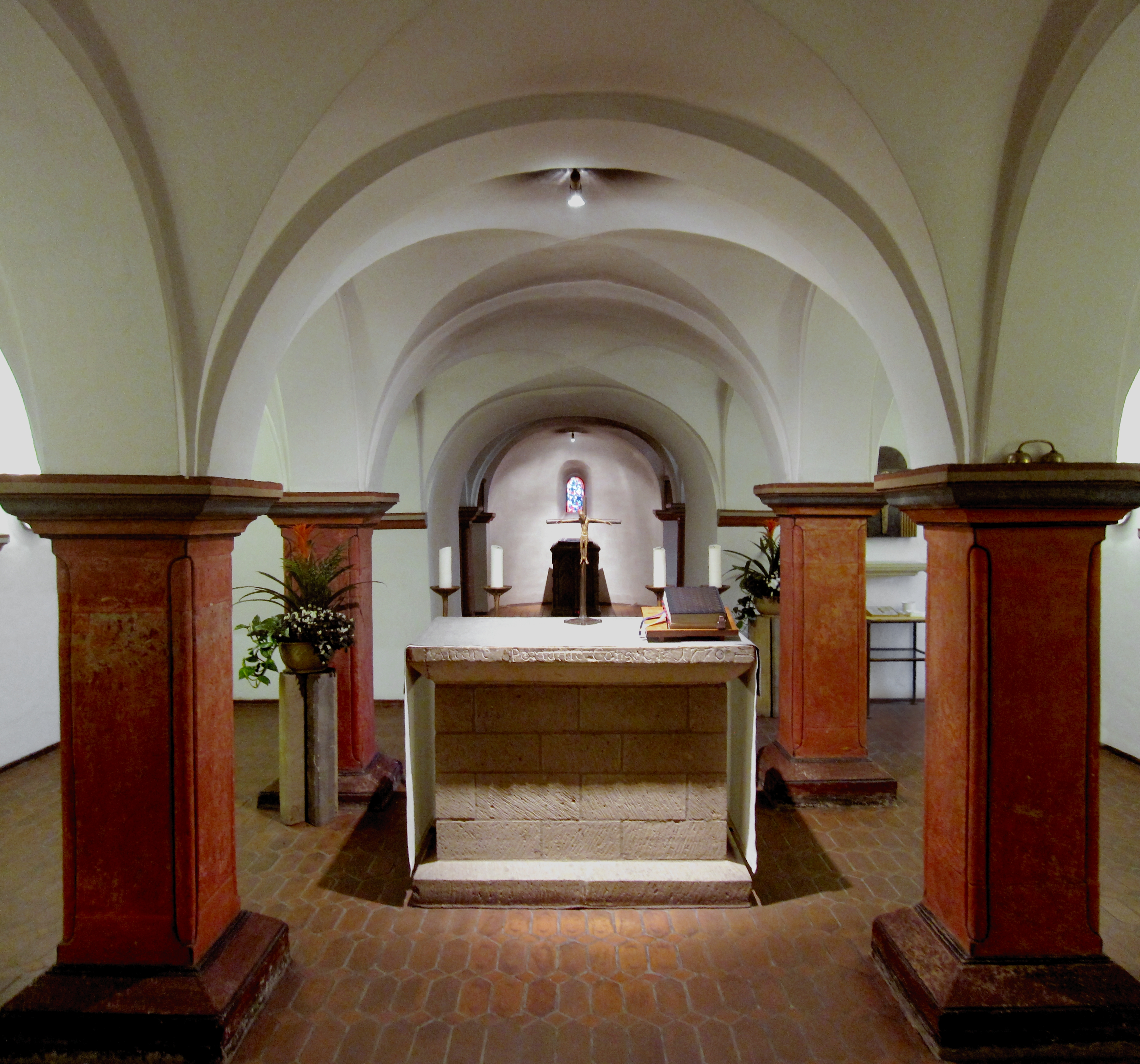
Blick in die Innenkrypta der Theophanu

Aus den Jahren von 960 bis 964 sind mehrere Weihinschriften für Teile der neuen Kirche überliefert, aus denen geschlossen wird, dass der Brand von 946 die Kirche nur beschädigt hatte. Für Langhaus und Chor sind keine Inschriften überliefert, diese wurden wohl vom karolingischen Bau übernommen, die einzelnen Bauabschnitte sind strittig, einige Teile können bereits vor dem Brand begonnen oder fertiggestellt worden sein. Notwendige Erneuerungen zu einem Ausbau der Kirchenanlage zu benutzen, war in dieser Zeit nicht ungewöhnlich. Die neuen Teile, die vermutlich von den Äbtissinnen Agana und Hathwig in Auftrag gegeben wurden, waren eine Außenkrypta, ein Westwerk sowie ein dem Westwerk vorgelagertes Atrium mit einer Kapelle Johannes des Täufers. Dieser Kirchenbau kann aus den Grabungsbefunden rekonstruiert werden, hatte in dieser Form allerdings nicht lange Bestand, da möglicherweise bereits unter der kunstsinnigen Äbtissin Mathilde, die von 973 bis 1011 amtierte, vielleicht aber auch erst unter der von 1039 bis 1058 regierenden Äbtissin Theophanu, Enkelin der Kaiserin Theophanu, ein Neubau errichtet wurde. Möglich ist auch, dass ein von Mathilde begonnener Neubau durch Theophanu vollendet wurde. Von dem ottonischen Neubau sind heute noch bedeutende Bestandteile erhalten.

### Ottonischer Neubau
Die Ausdehnung des ottonischen Neubaus war durch die beiden Vorgängerbauten vorgegeben. Der größte Teil der Fundamente wurde wiederverwendet, nur dort, wo die Belastungen gewachsen waren oder die Raumaufteilung stark abwich, wurden neue gesetzt.
Auch der Neubau bestand aus einem dreischiffigen Langhaus mit Querhaus und einem anschließenden Chorraum, der von Nebenchören begleitet wurde. In den Chorraum war nun eine Krypta hineingebaut worden. Der Chor schloss innen mit einer halbrunden Apsis ab, die nach außen von fünf Seiten eines Zehnecks ummantelt war. An den Chor lehnte sich eine zweistöckige Außenkrypta an, deren Westmauern sich an die östlichen Mauern der Nebenchöre anschlossen. Türen neben den Altarnischen gewährten direkten Zugang zur Krypta. Die Nebenchöre besaßen Emporen, die sowohl zu den Querhausarmen als auch zum Hauptchor hin geöffnet waren. Die Außenwand der Querhausstirnseiten war nunmehr zweigeschossig, wobei das Obergeschoss durch drei Nischen mit Fenstern gegliedert war. Im Erdgeschoss befanden sich Nischen, diese Nischengliederung setzte sich in den Mauern des Seitenschiffes fort. Über diesen Nischen zog sich entlang der Wände ein Laufgang, der in das Emporengeschoss des neuen Westbaus führte. Das Zwischenjoch zwischen Westbau und Langhaus wurde beibehalten. Die Gliederung der Mittelschiffswände ist nicht bekannt, Rekonstruktionen anhand anderen Kirchen, insbesondere der Stiftskirche von Susteren, die in vielem vom Essener ottonischen Neubau inspiriert scheint, nehmen einen Wechsel von Pfeilern und Säulen an. Auf der Wandzone zwischen diesen Arkaden und den Fenstern oberhalb des Anschlusses der Seitenschiffdächer befanden sich vermutlich Wandmalereien, da Reste von Malereien im Westbau gefunden wurden. Außen hatten die Obergaden des Mittelschiffs eine Gliederung aus Pilastern und Volutenkapitellen, wahrscheinlich in zwölf Feldern.

#### Westbau

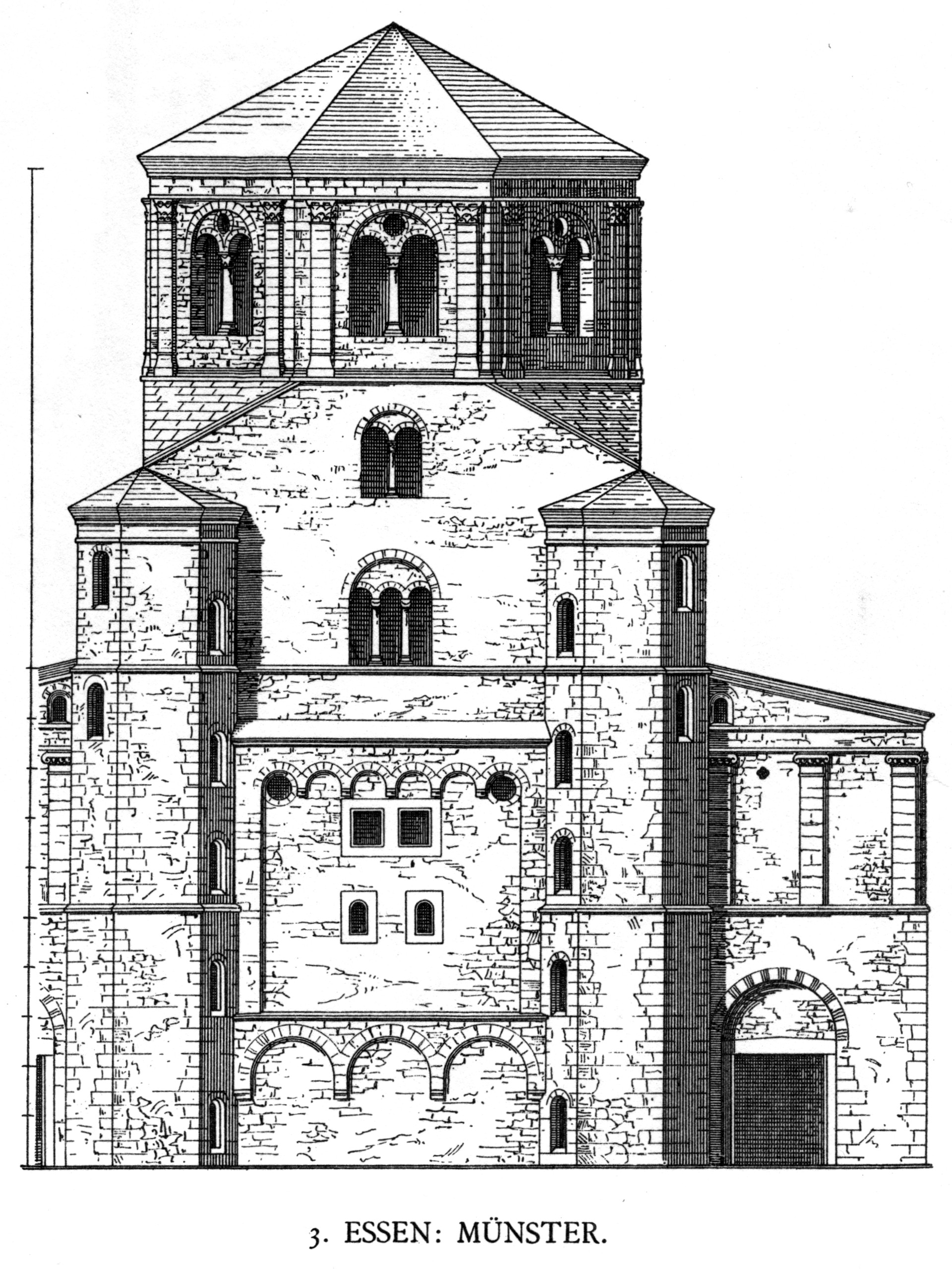
Rekonstruktionszeichnung des Westbaues im Ursprungszustand

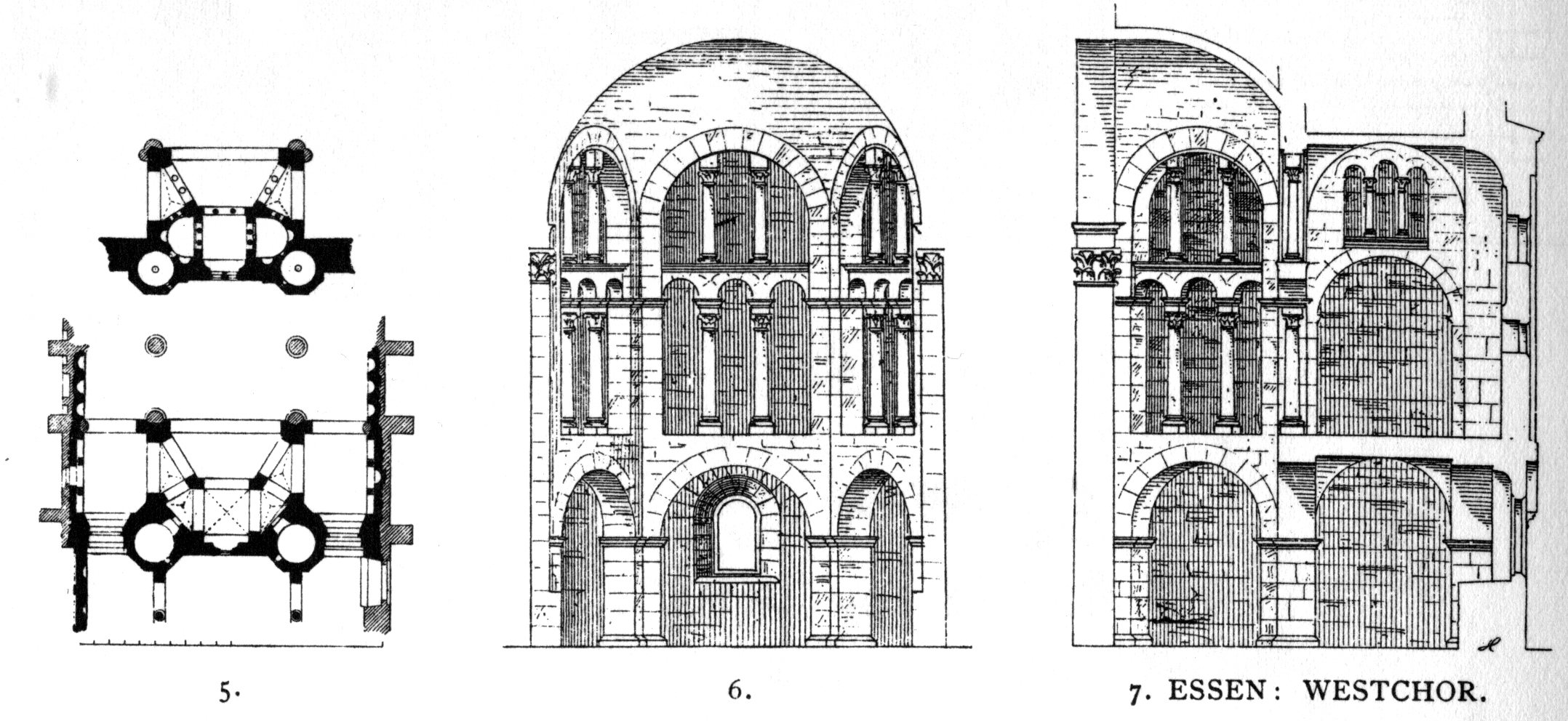
Grundriss und Innenaufbau des Westbaues

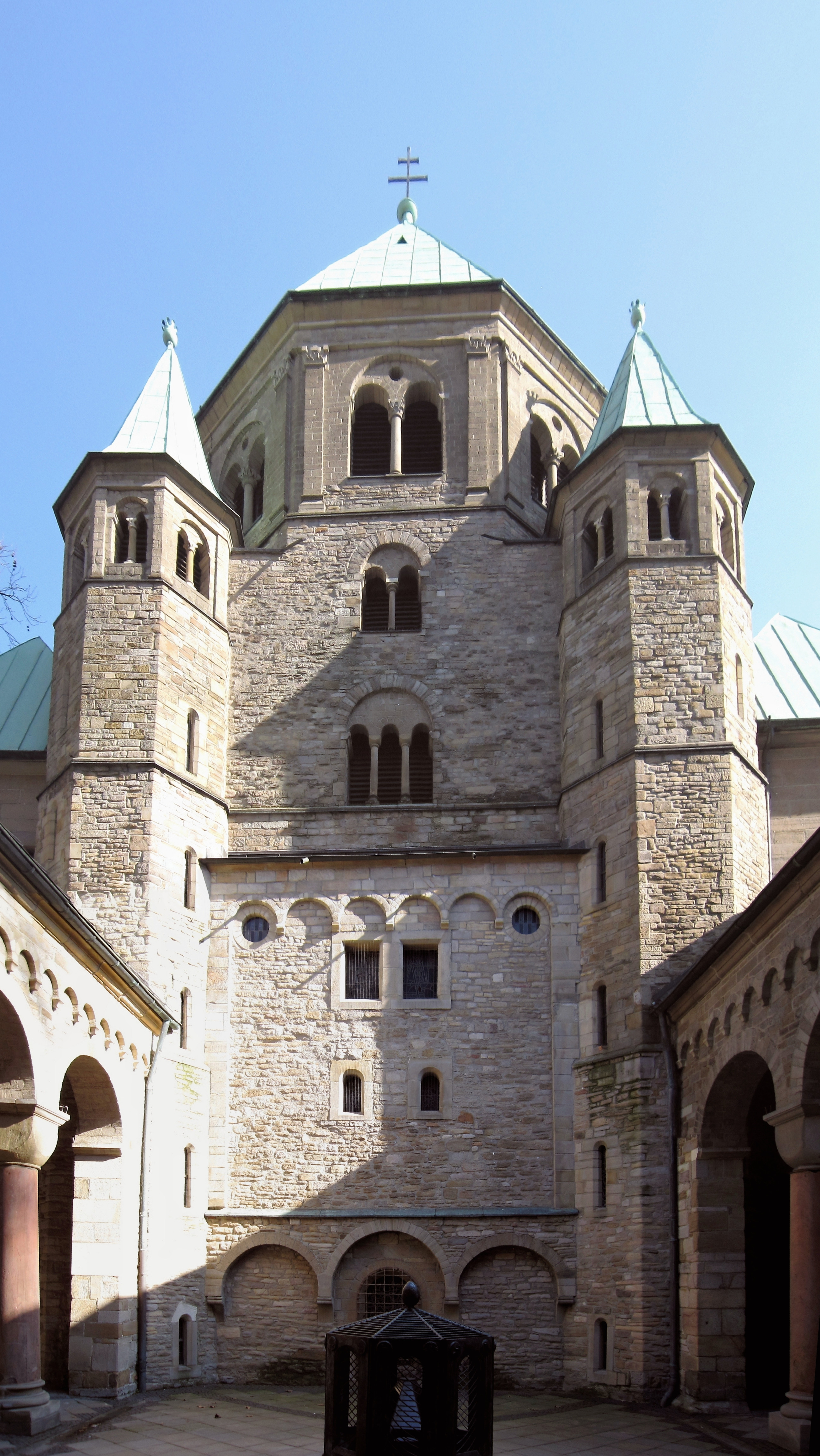
Ansicht des heutigen Zustandes

Die Vermutung, dass der unbekannte Baumeister der Essener Stiftskirche einer der besten Architekten seiner Zeit war, gründet sich besonders auf den Westbau, der noch heute das Bild der Kirche bestimmt. Wie bei der Vorgängerkirche ist der Westbau nur wenig breiter als die Flucht der Seitenschiffmauern. Von Außen besteht er aus einem fast quadratischen Mittelturm, der von einem achteckigen Glockengeschoss mit Zeltdach bekrönt war. In die Westwand des Baus waren zwei achtseitige Treppentürme eingelassen, die unterhalb des Glockengeschosses des Mittelturms endeten. Das oberste Geschoss der Treppentürme war rund. Glockengeschoss des Mittelturms und die Obergeschosse der Treppentürme waren mit Pilastern versehen. An die Nord und Südseite des Mittelturmes lehnten sich zweigeschossige Seitenräume an, deren Obergeschoss von Pilastern gegliedert war. Im Erdgeschoss dieser Nebenräume führten in Nischen gesetzte Portale in die Kirche, der Mitteleingang des Vorgängerbaus in den Westbau wurde aufgegeben und durch ein großes rundbogiges Fenster ersetzt. Der Westbau verlor damit die Funktion, einen Triumpheingang in die Kirche zu schaffen. Stattdessen bildete der gedrungene Baukörper ein optisches Gegengewicht zu dem breit angelegten Ostbau.
Innen war der Westbau reich und kompliziert gegliedert. In den Mittelraum ist ein Westchor in der Form eines halbierten Sechsecks eingebaut, der von einem Umgang umschlossen wird. In der Mitte befand sich in der Westwand eine flache Nische, seitlich befanden sich in flachen Nischen die Zugänge zu den Treppentürmen. Der Westbau öffnet sich gegen das Zwischenjoch in einem großen, von Pfeilern getragenen Bogen. Vor diesem Bogen stand im Westchor ein Altar zu Ehren des heiligen Petrus. Im Aufbau folgen die Wände dem Vorbild des Westchores der Aachener Pfalzkapelle, an den auch die Verwendung des Oktogons für das Glockengeschoss erinnert. Im Erdgeschoss setzen drei unterteilte Bogen auf sechseckigen Pfeilern auf. Die Bogenöffnungen des Obergeschosses sind zweireihig mit Säulenstellungen gefüllt, die Säulen tragen antikisierende Kapitelle.
Von Außen gesehen war der Westbau damit eine Dreiturmanlage, die innen einen Westchor umhüllte, der ein halbierter Zentralbau war. Ein vergleichbares Bauwerk ist nicht bekannt.

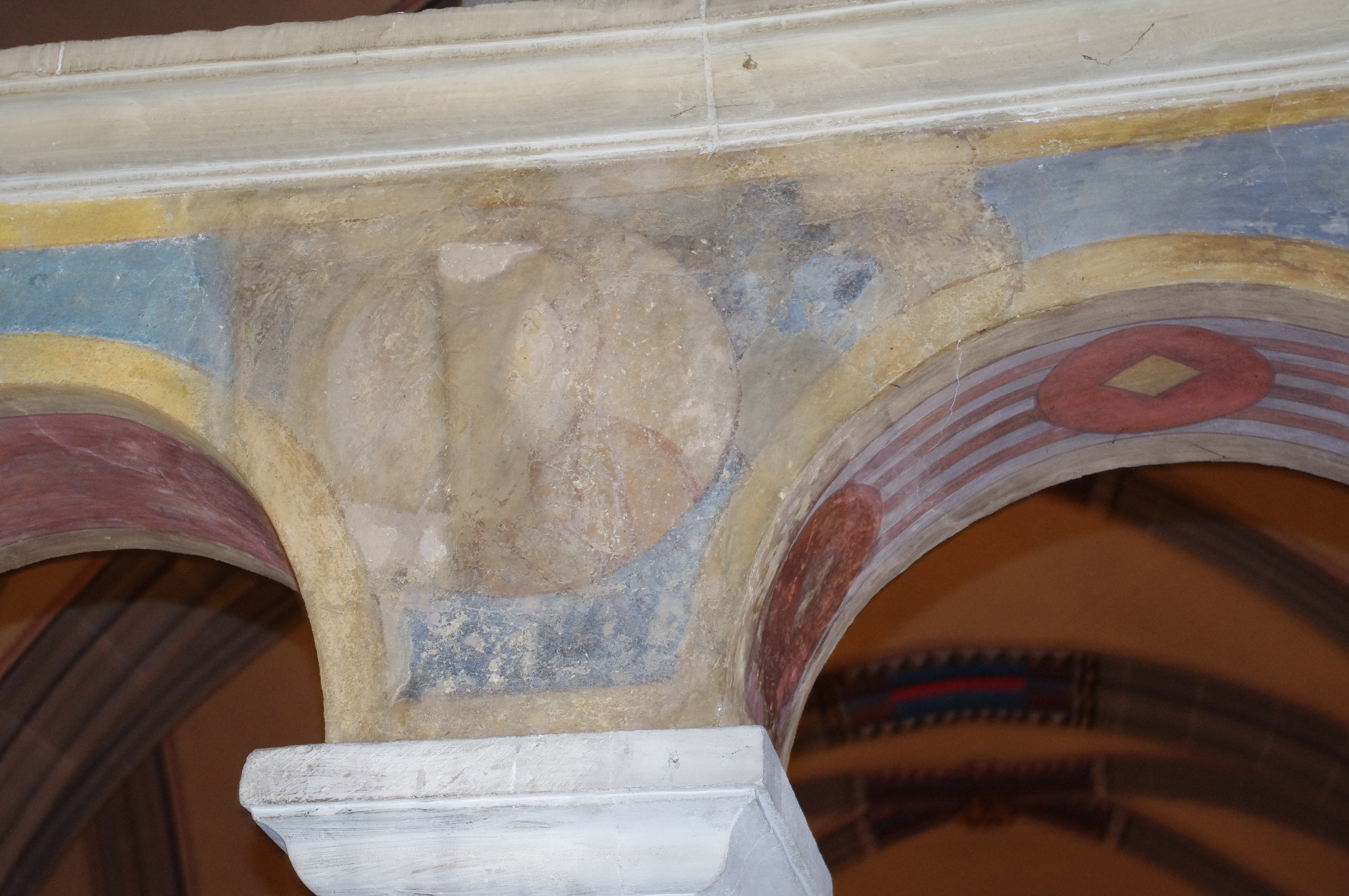
Reste ottonischer Wandmalerei im Westbau

Der Westbau war reich ausgemalt, wobei die Bemalung in der Halbkuppel zum Langhaus das jüngste Gericht zeigte. Die Malerei nahm auf die Erscheinung Jesu Bezug, daraus wird geschlossen, dass die Auftraggeberin der Ausmalung die Äbtissin Theophanu (dieser griechischer Name bedeutet Gotteserscheinung) war.

#### Krypta
Durch den Einbau der Krypta wurde der Boden des Hauptchores über das Niveau der Böden von Lang- und Querhaus erhoben. Die Seitenchöre blieben auf einer Höhe mit Lang- und Querhaus. Die Krypta bestand aus der dreischiffigen Krypta der Agana, die durch den über ihr gebauten neuen Ostchor der Theophanu nun zur Innenkrypta wurde, und einer um diese gelegte fünfschiffige Außenkrypta. Der Zugang zur Innenkrypta erfolgte von den Ostseiten der Nebenchöre aus, durch die man zunächst in die Außenkrypta gelangte. Die Außenkrypta hatte quadratische und längsrechteckige Joche, die im Wechsel angelegt waren und durch feingegliederte quadratische Pfeiler getrennt wurden. Die drei mittleren Ostjoche waren besonders hervorgehoben. Während die Ostwände in den beiden seitlichen Jochen einfache halbrunde Nischen zeigten, war an das mittlere Joch ein kleiner, mit drei halbrunden Nischen versehener Chor angesetzt. An den mittleren Wandpfeilern der Außenkrypta sind Sandsteinplatten erhalten, denen sich als Weihedatum der Krypta der 9. September 1051 und die in den Kryptenaltären erhaltenen Reliquien entnehmen lassen.

### Spätere Anbauten
Kurze Zeit nach der Fertigstellung der ottonischen Kirche, vermutlich unter der Nachfolgerin der Äbtissin Theophanu, wurde das Atrium erneuert. Das Atrium wurde 1471 bei der Erneuerung und Vergrößerung der dem Münster westlich vorgelagerten Kirche St. Johann Baptist, die als Tauf- und Pfarrkirche der Stiftsuntertanen diente, verkleinert, präsentiert sich jedoch ansonsten in seiner vermutlich 1060–1080 entstandenen Form.
Die nächste Erweiterung der Kirchenanlage war ein Anbau an das südliche Querhaus im 12. Jahrhundert. Dieser sehr massive Anbau enthielt im Obergeschoss das sectarium, in dem die Urkunden und Akten des Stifts aufbewahrt wurden, und diente auch als Schatzkammer. Die darunter gelegene offene Halle, die zu einem späteren Zeitpunkt geschlossen wurde, diente den Zwecken des kirchlichen Gerichts. Dieser Anbau ist heute Teil der Essener Domschatzkammer.

## Gotische Hallenkirche

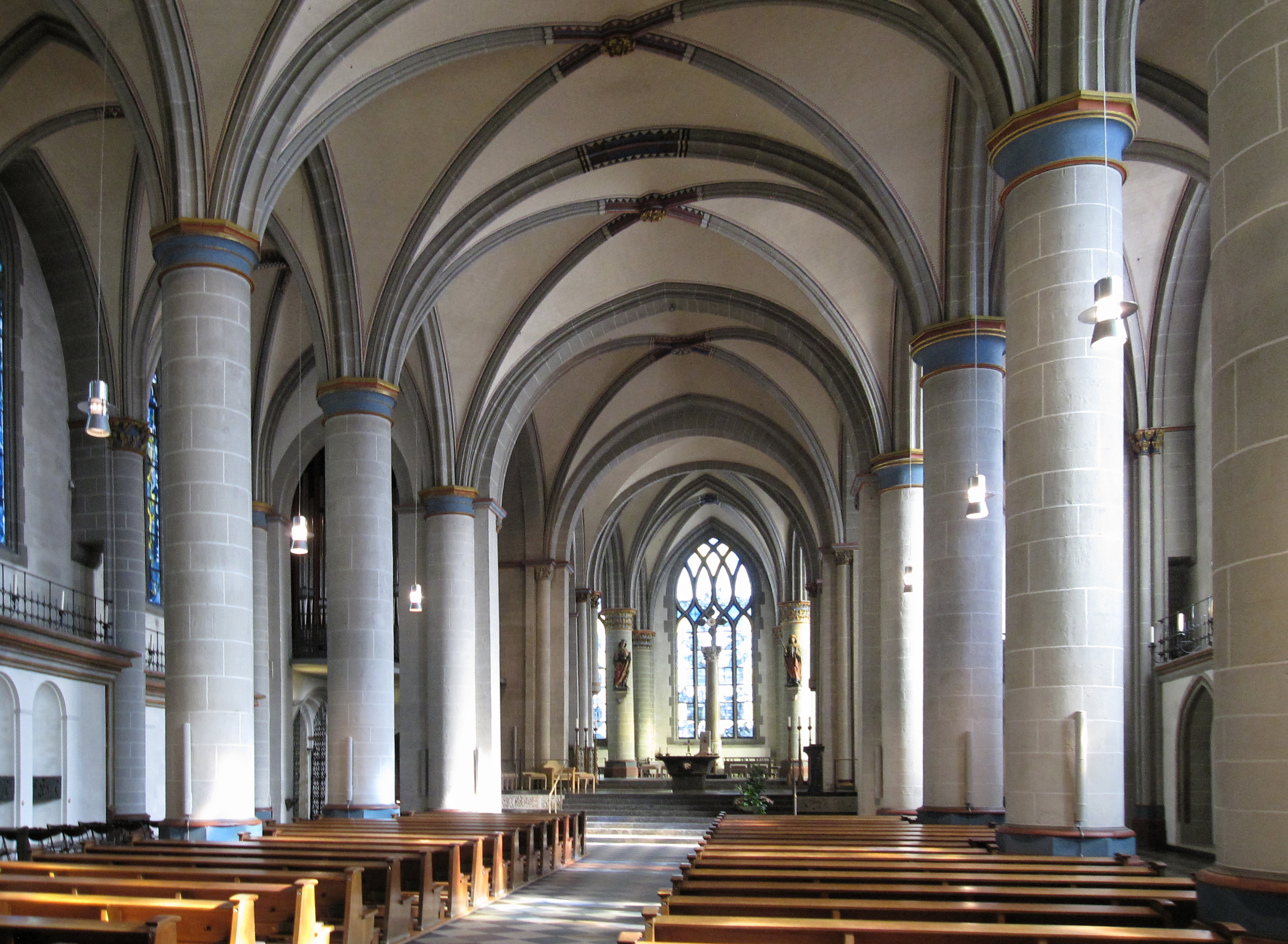
Innenansicht Richtung Hauptaltar

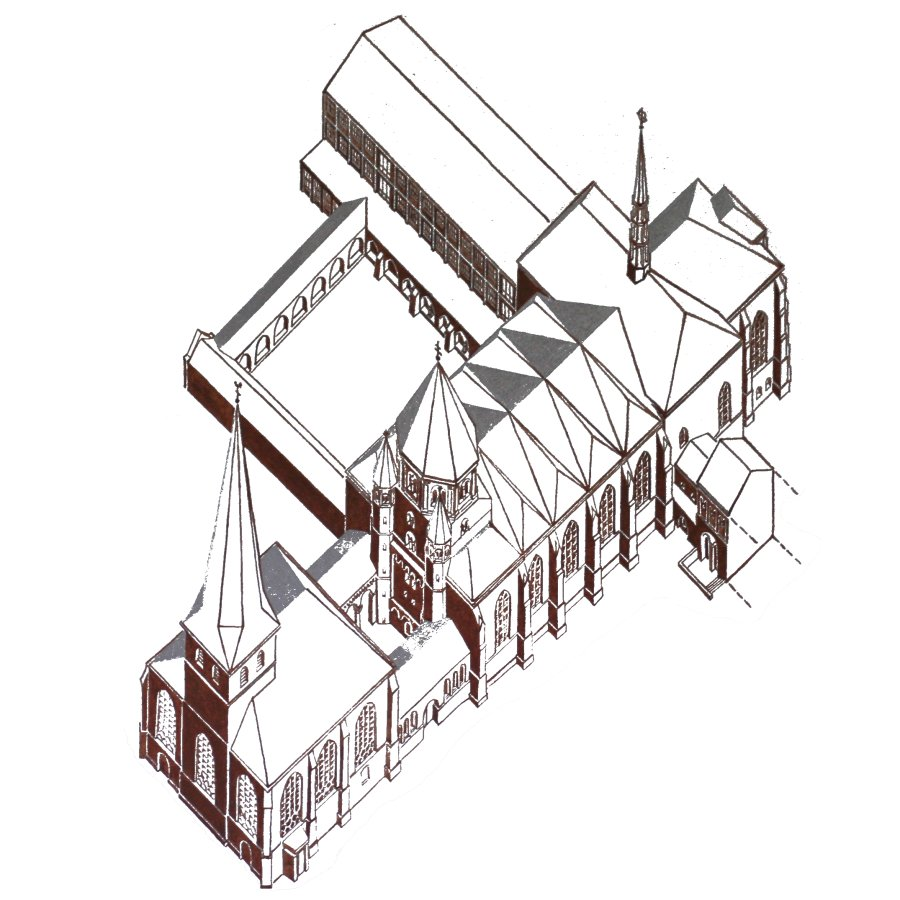
Der heutige Bauzustand mit der Kirche St. Johann Baptist, Atrium und vollständigem Kreuzgang

1275 brannte die ottonische Stiftskirche nieder, wobei der Westbau und die Krypta erhalten blieben. Beim Aufbau, der in die Amtszeit der Äbtissinnen Berta von Arnsberg und Beatrix von Holte fiel, verbanden die Baumeister altes mit den neuen Bauformen der Gotik. Die Form der Hallenkirche wurde in bewusstem Kontrast zum Kölner Dom gewählt, da sich das Stift Essen der Machtansprüche der Kölner Erzbischöfe erwehren musste und die Bauherrinnen mit der Bauform ihre Einheit und Unabhängigkeit ausdrücken wollten. Am Neubau wirkten nacheinander zwei Baumeister, von denen der erste, ein Meister Martin, im Jahr 1305 aufgrund von Differenzen mit der Äbtissin Beatrix von Holte auf sein Amt verzichtete. Meister Martin, der, wie aus Details seiner Ornamentik gedeutet wird, Kirchenbauten aus Burgund und der Champagne kannte wie auch die Formensprache der Kölner und Trierer Dombauhütten, zeichnete für die Gesamtkonzeption verantwortlich. Diese sah zunächst einen Langchor ähnlich der St.-Vituskirche in Mönchengladbach vor. Noch unter der Bauleitung von Meister Martin wurde dieses Konzept aufgegeben und ein von der 1235 begonnenen Marburger Elisabethkirche inspirierter Hallenchor gebaut, mit dem die Außenkrypta überbaut wurde. Dies war in Deutschland die erste Übertragung der Form des Langhauses auf den Chor. Der Nachfolger Meister Martins ist namentlich nicht bekannt. Seine Formensprache ist eher bodenständig-westfälisch, er übernahm jedoch die Baukonzeption seines Vorgängers und führte sie zu Ende.
Die ursprünglich flacheren Dächer des Oktogons und der Treppentürme wurden durch spitzere Hauben ersetzt, die Treppentürme außerdem um ein Stockwerk erhöht. Über der Vierung besaß die gotische Stiftskirche noch einen Vierungsturm. Auch der Kreuzgang wurde erneuert. Der gesamte Neubau wurde an einem 8. Juli neu geweiht, wahrscheinlich 1316. Der 8. Juli ist der heute noch begangene Weihetag der Münsterkirche.

### Spätere Veränderungen
Im 18. Jahrhundert erfolgte eine Barockisierung der Stiftskirche. Der alte Vierungsturm wurde durch einen schlankeren Dachreiter ersetzt. Die Fenster der Südseite des Domes wurden verbreitert und verloren ihr gotisches Maßwerk. Die spitzen Hauben des Westbaus wurden durch barocke Zwiebelhauben ersetzt, zudem erhielt das Glockengeschoss eine Uhr. Im Inneren wurde ein Großteil der alten Ausstattung entfernt und ersetzt, sodass sich nur wenige Teile der gotischen Ausstattung erhalten haben. Diese lassen sich nicht mehr in Zusammenhänge bringen.
Um 1880 folgte man in Essen der modischen Begeisterung, die Gotik als urdeutschen Baustil anzusehen, und machte die Änderungen des Barocks soweit rückgängig, wie es möglich war. Der Westbau erhielt sein vorheriges Aussehen zurück, wobei der Essener Architekt und Kunsthistoriker Georg Humann verhindern konnte, dass dieser gotisiert wurde. Außerdem entfernte man die barocke Innenausstattung, von der heute ein Seitenaltar als Hauptaltar in der vorgelagerten Anbetungskirche St. Johann Baptist steht. Einige Heiligenfiguren befinden sich dort, einige andere in der Domschatzkammer. Die als Ersatz für die barocken Stücke neu gefertigte Ausstattung fiel dem Zweiten Weltkrieg zum Opfer, sodass von ihr noch weniger erhalten ist. Während der Baumaßnahmen um 1880 erhielt die Kirche auch ihre heutige Dachgestaltung und einen neugotischen Dachreiter auf der Vierung.

### Kriegszerstörung und Wiederaufbau
In der Nacht vom 5. auf den 6. März 1943 flog die Royal Air Force mit 442 Flugzeugen einen Angriff auf die durch die Kruppwerke für die Kriegswirtschaft des Nationalsozialismus wichtige Stadt Essen, bei dem in weniger als einer Stunde 137.000 Brandbomben und 1100 Sprengbomben über der Innenstadt abgeworfen wurden. Die Münsterkirche brannte aus und erlitt schwerste Schäden, lediglich die ältesten Teile des Baus, der Westbau und die Krypta, wurden weniger beschädigt.
Der Entschluss zum Wiederaufbau fiel nach der Befreiung durch die alliierten Truppen bereits in einer der ersten Sitzungen des von diesen eingesetzten Stadtrats unter dem kommunistischen Oberbürgermeister Heinz Renner einstimmig. Renner rief auch zur Gründung eines Vereins auf, der den Wiederaufbau unterstützen sollte, 1947 gründete sich daraufhin der noch heute aktive Verein für die Erhaltung und Ausstattung des Essener Münsters (Münsterbauverein). Noch im selben Jahr begann man mit Sicherungsarbeiten der Trümmer. Die Kriegszerstörungen ermöglichten auch umfangreiche archäologische Ausgrabungen in der Kirche durch Walter Zimmermann; diese erbrachten zahlreiche Erkenntnisse über die Vorgängerbauten der heutigen Kirche wie auch über die Bestattungen in der Kirche.
Der Wiederaufbau begann 1951 und geschah zügig: Bereits 1952 waren der Westbau und das Langhaus wieder benutzbar, bis 1958 war auch der Rest der Kirche wieder aufgebaut, wobei man auch die Nordseite des Kreuzganges wieder schloss, die man im 19. Jahrhundert abgebrochen hatte. Der neugotische Dachreiter aus dem Vorjahrhundert wurde durch einen schlankeren und statisch günstigeren Dachreiter ersetzt, wodurch die Kirche ihre heutige äußere Gestalt erhielt. Die vollständig wiedererrichtete Kirche wurde 1958 zum Bischofssitz.

### Jüngste Ergänzungen
Die Stiftskirche war nie über die Größe der ottonischen Kirche hinaus gewachsen. Erst die Einrichtung des Ruhrbistums machte eine neue Erweiterung notwendig. Franz Kardinal Hengsbach, der erste Ruhrbischof, hatte bereits zu Lebzeiten erklärt, dass er von seinem Vorrecht, in seiner Bischofskirche bestattet zu werden, Gebrauch machen wolle, aber nicht neben dem Hl. Altfrid in der ottonischen Krypta. Um diesen Wunsch zu erfüllen, wurde unter dem Atrium von 1981 bis 1983 eine von Dombaumeister Heinz Dohmen geplante Westkrypta angelegt, deren Eingang innerhalb des alten Westbaus liegt. Sie wurde von Emil Wachter mit modernen Betongussreliefs gestaltet. Seit Dezember 2000 heißt sie „Adveniat-Krypta“; der Name erinnert daran, dass Kardinal Hengsbach Mitbegründer des Bischöflichen Hilfswerkes Adveniat war. In der Westkrypta/Adveniat-Krypta wurden die bei der Ausschachtung gefundenen Gebeine der im Mittelalter im Atrium bestatteten Kanoniker bestattet, 1991 Kardinal Hengsbach und 2014 sein Amtsnachfolger Bischof Hubert Luthe.
Die südliche Seitenschiffskapelle ist seit dem 10. Oktober 2004 der Erinnerung und Verehrung des 2001 seliggesprochenen Nikolaus Groß gewidmet und neu gestaltet.

## Abmessungen
Die gesamte Kirchenanlage einschließlich der vorgelagerten Kirche St. Johann ist 90 m lang, die Breite beträgt zwischen 24 m und 31 m beim Querhaus mit Ansatz der Domschatzkammer. Die Höhen betragen:
| Höhen            | Innen          | Außen |
| ---------------- | -------------- | ----- |
| Langhaus         | 13 m (Gewölbe) | 17 m  |
| Chor (m. Krypta) | 15 m (Gewölbe) | 20 m  |
| Westwerk         |                | 35 m  |
| Vierungsturm     |                | 38 m  |
| Turm St. Johann  |                | 50 m  |

Der Rauminhalt des Münsters beträgt grob geschätzt 45.000 m³, die Mauerwerksmasse etwa 10.000 m³. Das Bauwerk wiegt geschätzt 25.000 t.

## Ausstattung

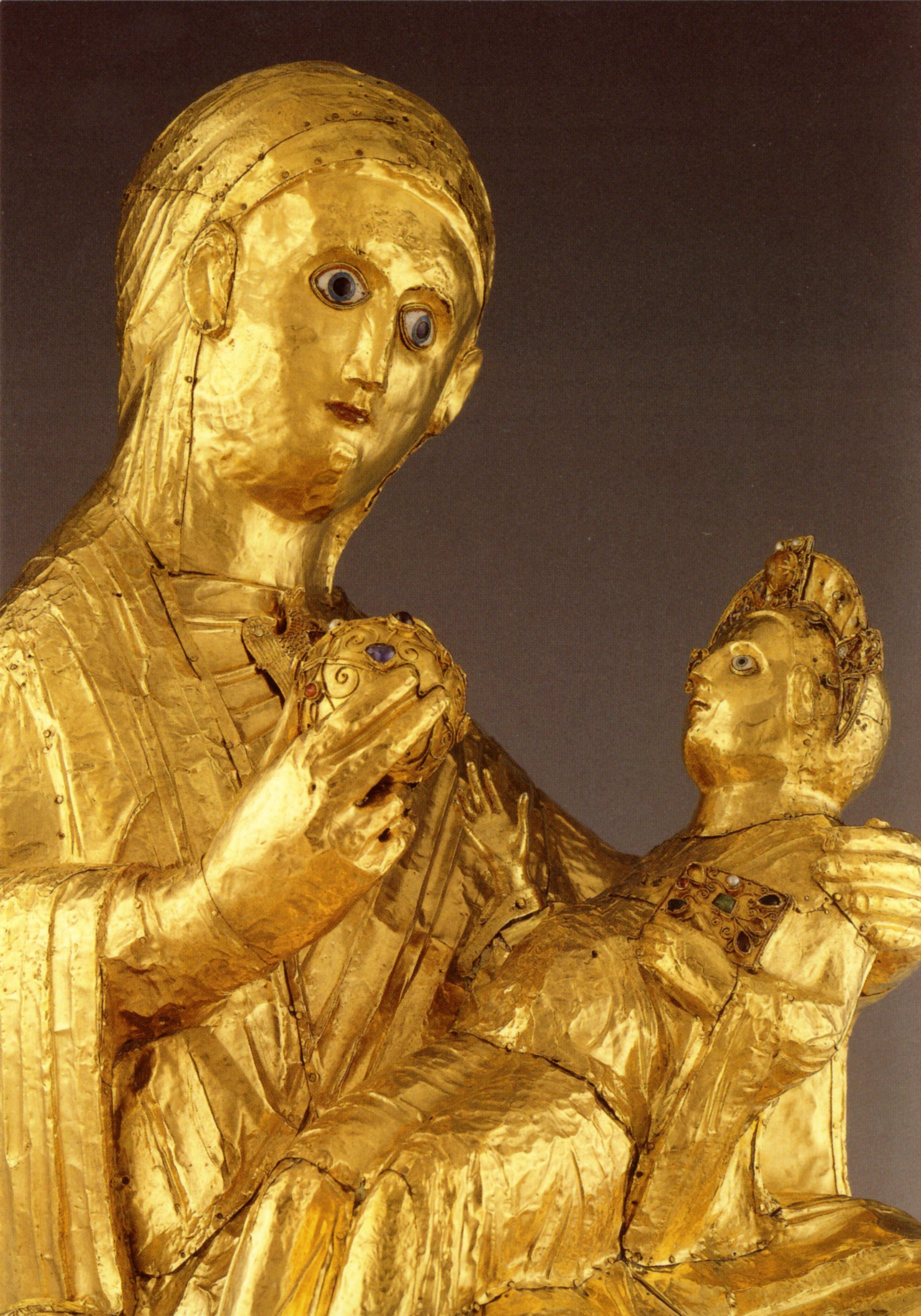
Der bedeutendste Kunstschatz der Kirche, die Goldene Madonna

Aufgrund der Barockisierung im 18. Jahrhundert, der Regotisierung des 19. Jahrhunderts und der Zerstörungen des Zweiten Weltkriegs sind von der früheren Ausstattung der Münsterkirche nur wenige, aber dafür umso bedeutendere Reste erhalten. Der Innenraum wirkt vergleichsweise schlicht, vor allem durch seine Architektur, deren Detailschönheit von vielen Besuchern übersehen wird, da der Glanz der beiden bedeutendsten mittelalterlichen Kunstwerke des Domes sie überstrahlt.

### Domschatz
Das Münster besitzt einen Domschatz, der der Öffentlichkeit zugänglich ist. In der nördlichen Seitenschiffskapelle befindet sich seit 1959 der größte Schatz der Kirche, die Goldene Madonna, die älteste vollplastische Marienfigur der Welt und die Schutzpatronin des Ruhrbistums. Die 74 cm hohe Figur aus Pappelholz, die mit Goldblech beschlagen ist, stammt aus der Zeit der Äbtissin Mathilde und stellt Maria als Himmelskönigin dar, die die Macht über den Erdkreis für ihren Sohn hält. Die Figur, die ursprünglich bei Prozessionen mitgeführt wurde, gelangte vermutlich aufgrund Mathildes Verwandtschaft zum ottonischen Königshaus nach Essen. Die über tausend Jahre alte Figur wurde 2004 umfassend restauriert.
Im Zentrum des Westbaus steht heute der monumentale Siebenarmige Leuchter, den die Äbtissin Mathilde zwischen 973 und 1011 anfertigen ließ. Der Leuchter, 2,26 m hoch und 1,88 m breit, ist aus 46 aus Bronze gegossenen Einzelteilen zusammengesetzt. Der Leuchter symbolisiert die Gesamtheit von Dreifaltigkeit und die Erde mit ihren vier Himmelsrichtungen und Christus als das Licht der Welt, das im jüngsten Gericht die Gläubigen heimgeleitet (Offb 7).
Im Domschatz sind zudem die sogenannte Kinderkrone Ottos III., die vier ottonischen Vortragekreuze, das lange als Richtschwert der Märtyrer Cosmas und Damian verehrte ottonische Schwert, der Buchdeckel des Theophanu-Evangeliars, mehrere gotische Armreliquiare, die größte weltweit erhaltene Sammlung burgundischer Agraffen sowie das karolingische Evangeliar bemerkenswert.

### Idasäule
Das älteste erhaltene Ausstattungsstück der Münsterkirche ist die Kreuzsäule im Chorraum, die heute ein modernes Kreuz der Fuldaer Benediktinerin Lioba Munz OSB trägt. Bis ins 15. Jahrhundert trug sie ein mit vergoldetem Kupferblech überzogenes Kreuz, von dem sich noch heute die Stifterplatte und möglicherweise weitere Reste im Domschatz befinden. Die Inschrift ISTAM CRUCEM (I)DA ABBATISSA FIERI IUSSIT („Dieses Kreuz ließ die Äbtissin Ida anfertigen“) lässt die 971 verstorbene Essener Äbtissin Ida als Auftraggeberin erkennen, diskutiert wurde jedoch auch die Schwester der Essener Äbtissin Theophanu, Ida, Äbtissin von St. Maria im Kapitol zu Köln. Die Säule selbst ist wahrscheinlich eine antike Spolie, wie aufgrund des kannelierten Untersatzes mit attischer Basis angenommen wird. Das Kapitell ist der Antike nachempfunden, allerdings besonders reich verziert. In der Gestaltung ist es den Kapitellen der Westempore, der Krypta, sowie denen in der Ludgeridenkrypta der Werdener Abteikirche und der Luciuskirche in Werden verwandt.

### Altfrids-Grabmal
In der Ostkrypta befindet sich das gotische Hochgrab des Hildesheimer Bischofs und Gründers von Essen Altfrid aus Kalksandstein, das auf die Zeit um 1300 datiert wird und vermutlich unter der Äbtissin Beatrix von Holte entstand. Begründet wird die Datierung mit auffallenden Ähnlichkeiten der Tumba mit Kölner Heiligengräbern, insbesondere dem Grab der Hl. Irmgard im Kölner Dom.

### Weitere Kunstwerke

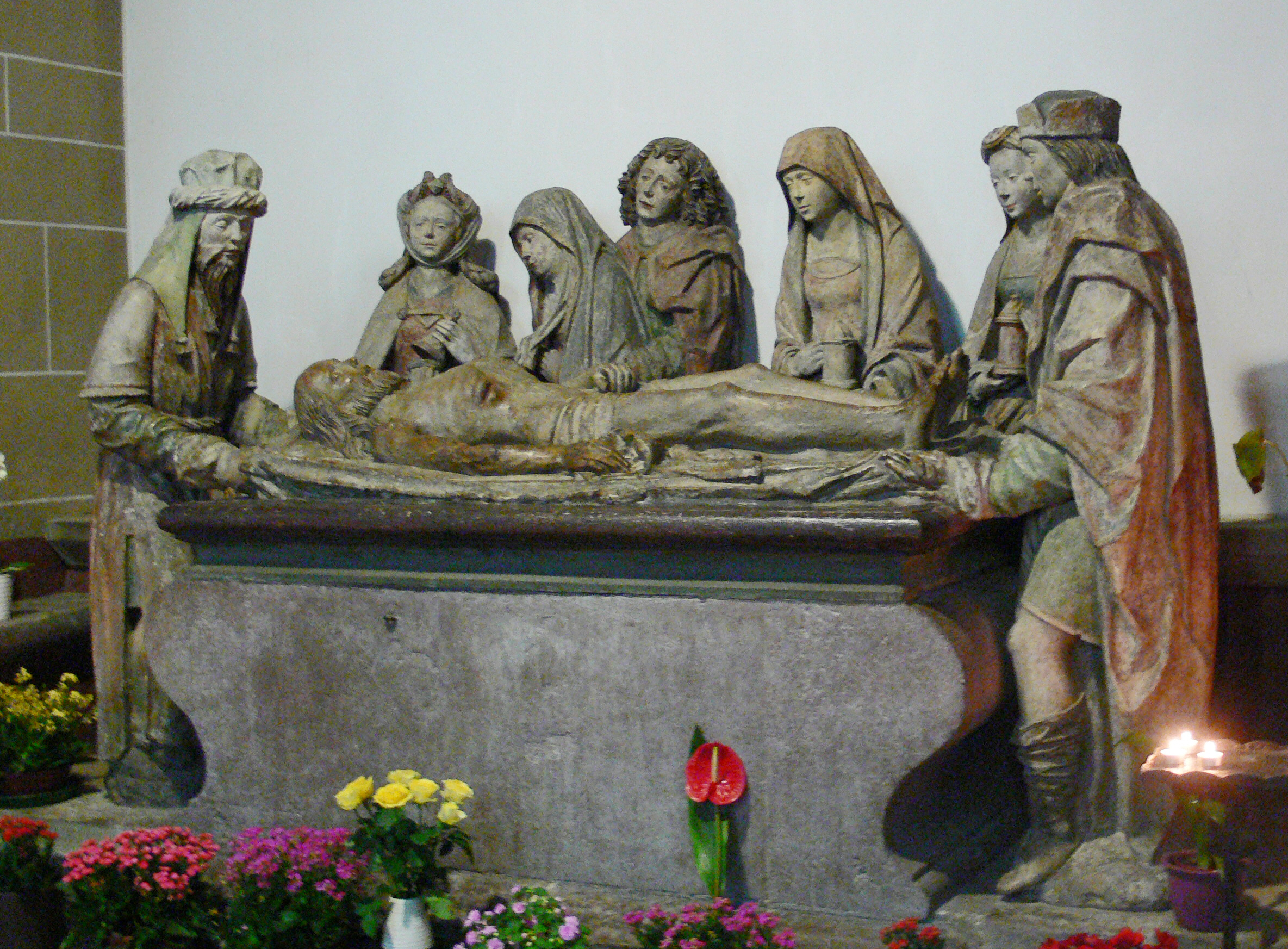
Grablegung Christi

Die Sandstein-Figurengruppe der „Grablegung Christi“ im südlichen Seitenschiff stammt aus der Spätgotik. Der unbekannte Kölner Meister, der sie im ersten Viertel des 16. Jahrhunderts schuf, wird mit dem Notnamen Meister der von Carbenschen Gedächtnisstiftung bezeichnet. Eine weitere Skulptur des frühen 16. Jahrhunderts ist die kurz nach 1500 am Niederrhein entstandene Figur des heiligen Nothelfers Rochus an der Nordwand des Münsters.
Die Epoche des Barocks ist im Essener Münster durch zwei Epitaphe vertreten. Das ältere der im Jahr 1614 verstorbenen Äbtissin Elisabeth von Bergh enthält noch deutliche Renaissanceelemente. Diese in Antwerpen aus schwarzem Marmor gefertigte Platte befindet sich an der Nordwand des östlichen Seitenschiffjochs und zeigt die Äbtissin in ihrer Amtskleidung, umgeben von den Wappen ihrer Vorfahren. Das zweite Epitaph, das der Äbtissin Anna Salome von Salm-Reifferscheidt, wird Johann Mauritz Gröninger zugeschrieben und befindet sich an der Nordwand der Orgelempore.
Aufgrund der Kriegszerstörungen hat die Münsterkirche keine alten Fenster des Mittelalters. Das Essener Domkapitel beauftragte beim Wiederaufbau bedeutende Künstler, neue Fenster zu entwerfen und moderne Sakralkunstwerke zu schaffen, die sich in die alte Bausubstanz harmonisch einfügen. Das Michaelsfenster und die Fenster der Emporengeschosse des Westbaus sind von Heinrich Campendonk gestaltet, die Chorfenster von Ludwig Gies, die des Langhauses von Wilhelm Buschulte und die Fenster der Krypta von Alfred Manessier. Das Altarfries ist ein Werk des Bildhauers Elmar Hillebrand und seines Schülers Ronald Hughes. Die Bronzetüren von Atrium und Kirche wie auch der Kreuzwegfries im Langhaus sind Werke des österreichischen Künstlers Toni Schneider-Manzell.

### Orgel

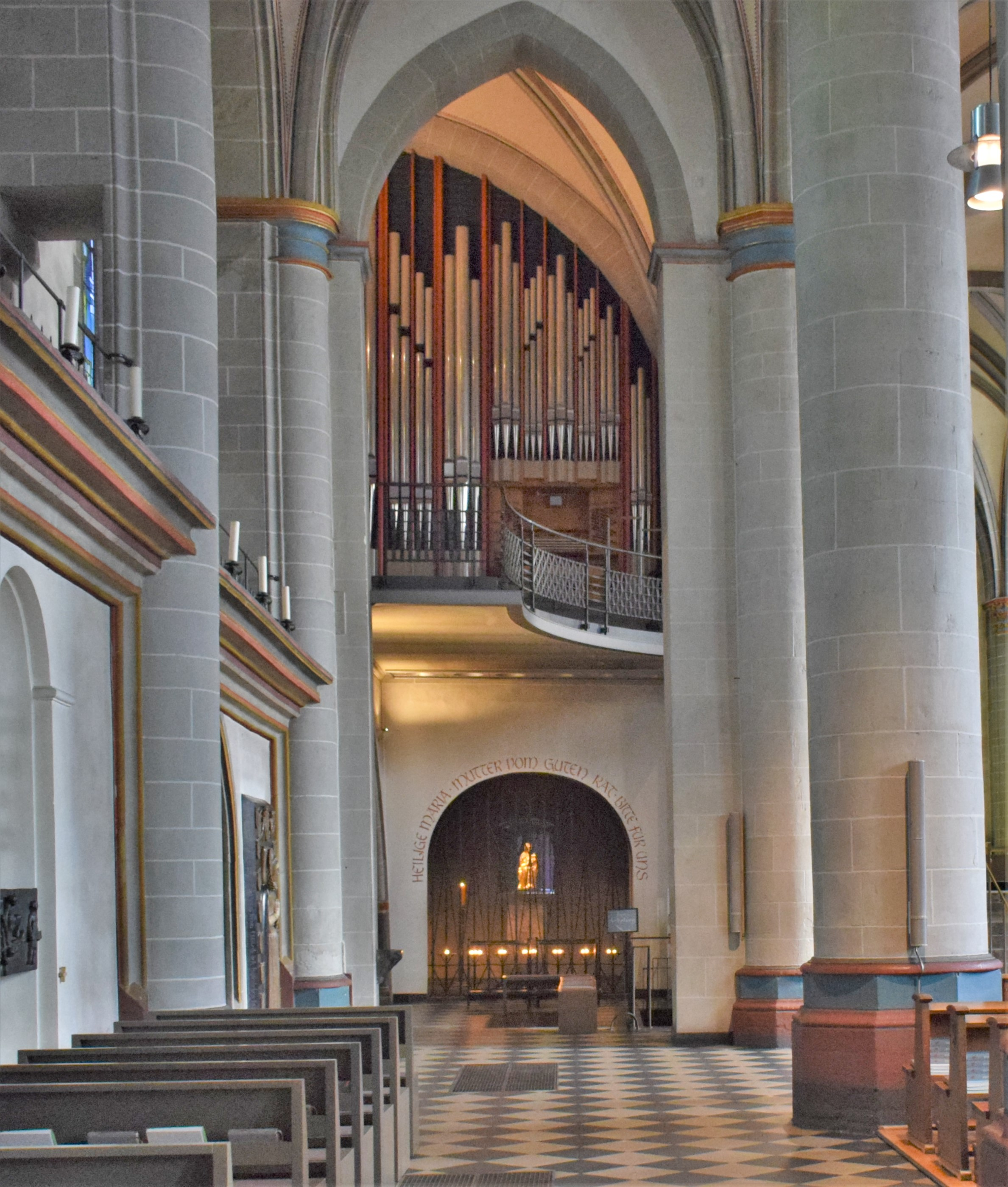
Blick durch das nördliche Seitenschiff auf die Rieger-Orgel

Das Münster verfügt seit 2004 über eine neue Orgel, die von der Orgelbauwerkstatt Rieger aus Schwarzach (Vorarlberg) erbaut wurde. Das Instrument besteht aus zwei Orgelwerken, die von einem Generalspieltisch aus angesteuert werden können. Die Orgelanlage hat insgesamt 69 Register (5.102 Pfeifen, 95 Pfeifenreihen).
Auf der Chorempore im Norden befindet sich die Hauptorgel mit 57 Registern auf 3 Manualen und Pedal.
Auf dem vierten Manual des Spieltischs lässt sich das Auxiliarwerk anspielen. Es befindet sich an der Westwand des südlichen Seitenschiffes und dient mit seinen 10 Manual- und zwei Pedalregistern der Beschallung im hinteren Teil des Kirchenraumes und der besseren Gemeindeführung. Seine Manualregister sind auf drei Werke verteilt: Prinzipalwerk, schwellbares Hochdruckwerk und Bombardwerk. Sie sind jeweils einzeln an die drei Manuale und das Pedal der Hauptorgel ankoppelbar.
Die Disposition lautet:
| I Hauptwerk C–c4  |        |
| Principal         | 16′    |
| Principal         | 08′    |
| Metallgedackt     | 08′    |
| Flûte harmonique  | 08′    |
| Gamba             | 08′    |
| Octave            | 04′    |
| Blockflöte        | 04′    |
| Quinte            | 02 ⁄3′ |
| Superoctave       | 02′    |
| Mixtur major V    | 02′    |
| Mixtur minor IV–V | 01 ⁄3′ |
| Cornet V          | 08′    |
| Trompete          | 16′    |
| Trompete          | 08′    |

| II Positiv C–c4 |        |
| Bourdon         | 16′    |
| Principal       | 08′    |
| Holzgedackt     | 08′    |
| Salicional      | 08′    |
| Unda maris      | 08′    |
| Prestant        | 04′    |
| Rohrflöte       | 04′    |
| Sesquialtera II | 02 ⁄3′ |
| Doublette       | 02′    |
| Larigot         | 01 ⁄3′ |
| Scharff IV      | 01′    |
| Cromorne        | 08′    |
| Clarinette      | 08′    |
| Tremulant       |        |

| III Schwellwerk C–c4 |         |
| Gemshorn             | 16′     |
| Hohlflöte            | 08′     |
| Bourdon              | 08′     |
| Viola                | 08′     |
| Aeoline              | 08′     |
| Voix céleste         | 08′     |
| Principal            | 04′     |
| Fugara               | 04′     |
| Traversflöte         | 04′     |
| Nazard               | 02 ⁄3′  |
| Octavin              | 02′     |
| Tierce               | 01 3⁄5′ |
| Sifflet              | 01′     |
| Fourniture III–V     | 02 ⁄3′  |
| Basson               | 16′     |
| Trompette harmonique | 08′     |
| Hautbois             | 08′     |
| Clairon harmonique   | 04′     |
| Voix humaine         | 08′     |
| Tremulant            |         |

| Pedal C–g1                    |     |
| Untersatz (Extension Subbass) | 32′ |
| Principal                     | 16′ |
| Subbass                       | 16′ |
| Principal                     | 08′ |
| Gedackt                       | 08′ |
| Cello                         | 08′ |
| Choralbass                    | 04′ |
| Bombarde                      | 16′ |
| Fagott                        | 16′ |
| Posaune                       | 08′ |
| Klarine                       | 04′ |

Auxiliaire
Im Westwerk befindlich, lassen sich die vier Werke einzeln wie zusammen von jedem Manual und dem Pedal am Hauptspieltisch aus spielen
| IV Principalwerk C–c4 |       |
| Principal             | 8′    |
| Octave                | 4′    |
| Superoctave 0         | 2′    |
| Mixtur III            | 1 ⁄3′ |

| IV Hochdruckwerk C–c4 |    |
| Doppelflöte           | 8′ |
| Cornet V              | 8′ |
| Tuba                  | 8′ |

| IV Bombardwerk C–c4 |     |
| Bombarde            | 16′ |
| Bombarde            | 08′ |
| Bombarde            | 04′ |

| Pedal (Auxiliaire) C–g1 |     |
| Gedecktbass             | 16′ |
| Gedecktbass (Extension) | 08′ |

- Koppeln:
  - mechanisch:
    - Normalkoppeln: II/I, III/I, III/II, I/P, II/P, III/P

  - elektrisch
    - Normalkoppeln: II/I, III/I, III/II, IV/I, IV/II, IV/III, IV/P
    - Suboktavkoppeln: II/I, III/I, II/II, III/II, III/III
    - Superoktavkoppeln: II/P, III/P

  - frei programmierbare Intervall- und Akkordkoppeln für elektrisch angespielte Werke (II, III, Auxiliaire)
- Spielhilfen:
  - REA (Rieger Electronic Assistance)
    - 20 Benutzer
      - jeweils 1000 Kombinationen mit jeweils drei Inserts (A, B, C)
      - Literaturdatenbank
      - Konzertmenü
      - 3 frei programmierbare Registercrescendi

    - Sostenuto (abwechselnd wie alternativ), wirkend auf elektrisch angespielte Werke
- Anmerkungen:

1. 1 2 3 4 5  Überblasendes Register.
2. 1 2  Schwellbar.
3. ↑  Jeweils eigene Pfeifenreihen.

### Glocken
Im Oktogon des Westwerkes hängen drei Glocken. Die älteste Christusglocke stammt aus dem Ende des 13. Jahrhunderts und trägt die Inschrift X P RISTVM DE LIGNO CLAMANTEM DVM SONO SIGNO – daher rührt auch ihr Beiname Dumsone. Die große Marienglocke trägt eine längere Inschrift, die als Jahr des Gusses 1546 nennt. Gegossen wurde die Glocke auf dem heutigen Burgplatz. Die dritte Glocke ist inschriftlos, der Form nach jedoch in das 14. Jahrhundert einzuordnen.
Der Dachreiter enthält drei kleinere Glocken, von denen zwei 1955 von der Glockengießerei Petit & Gebr. Edelbrock aus Gescher gegossen wurden. Diese beiden Glocken tragen die Inschriften Ave Maria Trösterin 1955 und Ave Maria Königin 1955. Die größte Glocke im Dachreiter trägt die Inschrift WEI GOT WEL DEINEN DEI BIDDE VOR DE KRESTEN SEELEN AN 1522.
Das Geläut des Münsters wird durch das Geläut der vorgelagerten Kirche St. Johann Baptist erweitert.
Technische Daten der Glocken:
| Nr. | Name                    | Datierung/ Gussjahr | Gießer, Gussort                            | Durch-messer | Masse ≈ | Schlagton (HT−1⁄16) | Hängeort           |
| --- | ----------------------- | ------------------- | ------------------------------------------ | ------------ | ------- | ------------------- | ------------------ |
| 1   | Maria                   | 1546                | Derich von Coellen (Zuschreibung)          | 1389 mm      | 1650 kg | e¹−4                | Westwerk (Oktogon) |
| 2   | Christus (gen. Dumsone) | Ende 13. Jh.        | unbekannt                                  | 1278 mm      | 1200 kg | fis¹−1              | Westwerk (Oktogon) |
| 3   | Johannes Baptist        | 1787                | Henricus & Everhardus Petit (Aarle-Rixtel) | 995 mm       | 680 kg  | gis¹+1              | St. Johann Baptist |
| 4   | –                       | 14. Jh.             | unbekannt                                  | 917 mm       | 450 kg  | ais¹+5              | Westwerk (Oktogon) |
| 5   | Johannes Evangelist     | 1787                | Henricus & Everhardus Petit (Aarle-Rixtel) | 790 mm       | 330 kg  | his¹−4              | St. Johann Baptist |
| 6   | –                       | 1787                | Henricus & Everhardus Petit (Aarle-Rixtel) | 669 mm       | 200 kg  | dis²−1              | St. Johann Baptist |
| 7   | –                       | 1522                | unbekannt                                  | 477 mm       | 80 kg   | gis²+4              | Dachreiter         |
| 8   | Maria Trösterin         | 1955                | Petit & Gebr. Edelbrock, Gescher           | 425 mm       | 50 kg   | ais²+3              | Dachreiter         |
| 9   | Maria Königin           | 1955                | Petit & Gebr. Edelbrock, Gescher           | 371 mm       | 38 kg   | cis³+3              | Dachreiter         |

## Nutzungsgeschichte

### Vom Anfang bis 1803

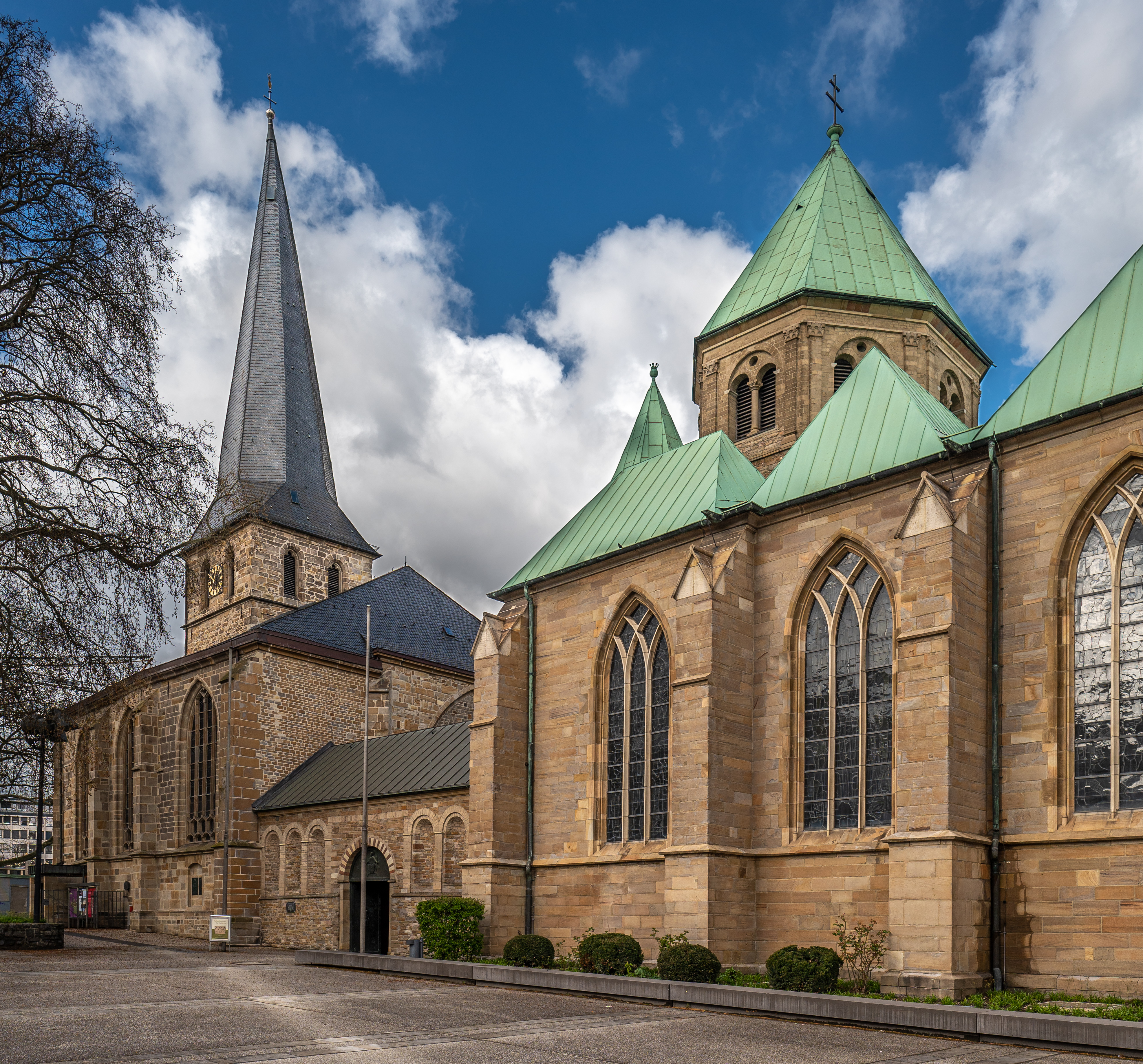
Münster mit vorgelagerter St. Johann Baptist-Kirche

Das Essener Münster war seit der Gründung des ersten Kirchenbaus bis 1803 die Stiftskirche des Stifts Essen und Mittelpunkt des Stiftslebens. Die Kirche war weder Pfarr- noch Bischofskirche, sondern diente hauptsächlich den Angehörigen des Damenstifts. Ihre Stellung war daher einer Klosterkirche vergleichbar, auch wenn das Damenstift Essen nicht der benediktinischen Klosterregel folgte, sondern der Institutio sanctimonialium, der 816 von der Aachener Reichssynode festgelegten kanonikalen Lebensform für Frauenkommunitäten, in einer noch weltlicheren Ausprägung. Im Münster fanden die Stundengebete und Messen der Stiftsgemeinschaft statt, sowie die Fürbitten für die verstorbenen Stiftsangehörigen, die adeligen Förderer des Stiftes und deren Vorfahren im Rahmen des organisierten Totengedenkens (Memoria).
Die Anzahl der aus dem Adel stammenden Stiftsdamen, denen die Kirche diente, schwankte über die Jahrhunderte zwischen etwa 70 während der Blütezeit unter der Äbtissin Mathilde im 10. Jahrhundert und drei im 16. Jahrhundert. Lediglich an hohen Feiertagen war die Kirche für die Stiftsabhängigen und später für die Bevölkerung der Stadt Essen zugänglich. Deren Gottesdienst fand ansonsten in der dem Münster vorgelagerte Kirche St. Johann Baptist statt, die sich aus der ottonischen Taufkapelle entwickelt hatte, oder in der St.-Gertrudiskirche (heute Marktkirche) auf dem Marktplatz.
Die Reformation hatte auf die Münsterkirche keinen Einfluss. Die Bürger der Stadt Essen, mit dem Stift ohnehin im Dauerstreit, ob die Stadt freie Reichsstadt oder stiftsabhängig war, schlossen sich zwar überwiegend der Reformation an, die Äbtissinnen und Kanoniker und damit die Kirchgebäude des Stiftes blieben jedoch katholisch. Die protestantischen Bürger der Stadt übernahmen die nicht im Stiftsgelände gelegene St.-Gertrudiskirche, die heutige Marktkirche, die katholisch verbliebenen Bürger nutzten weiter die im Stiftsbereich gelegene Kirche St. Johann Baptist als Pfarrkirche und die Stiftsdamen ihre Stiftskirche.

### Von 1803 bis heute

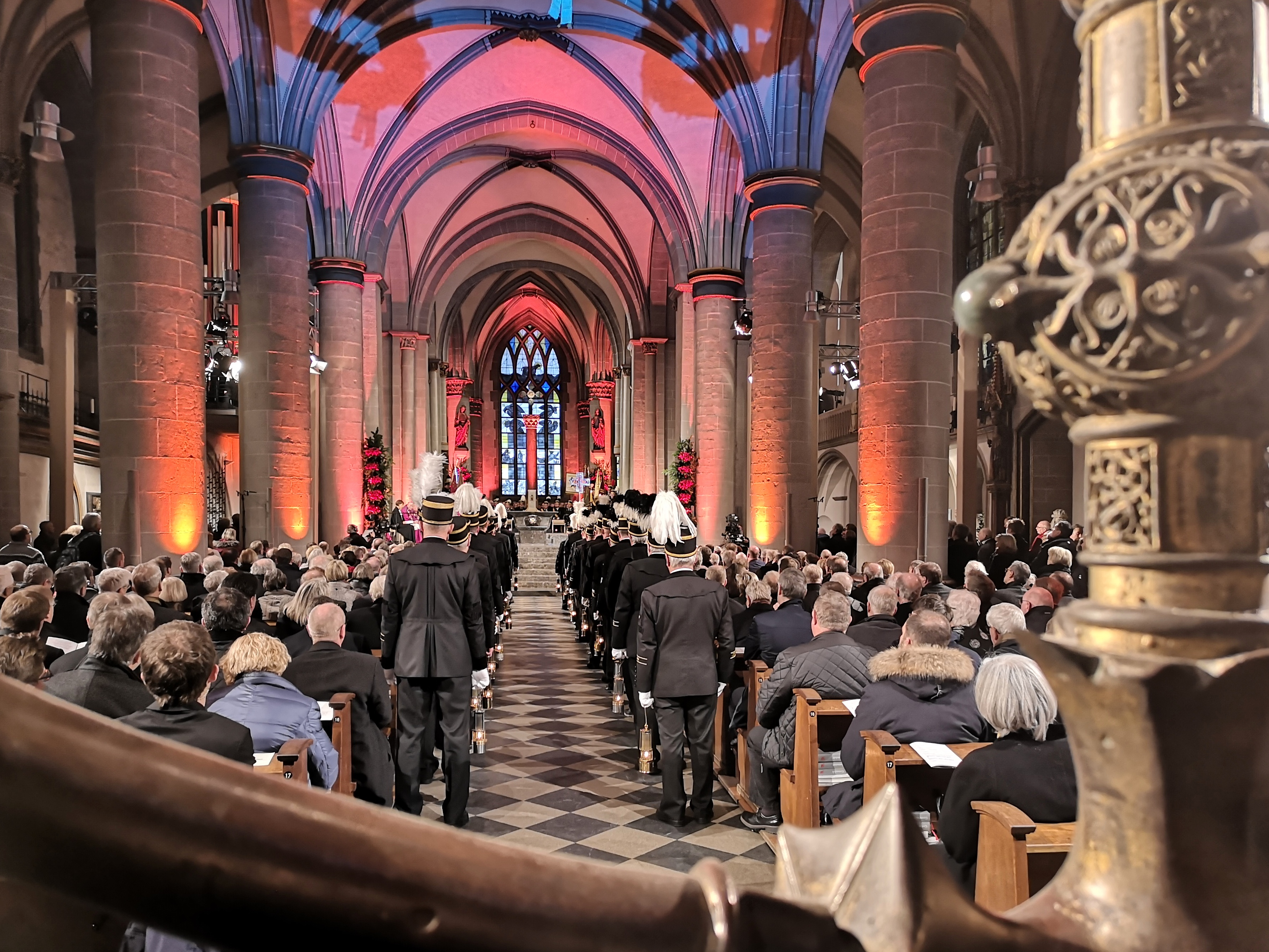
Ökumenischer Gottesdienst anlässlich des Abschieds vom Steinkohlenbergbau am 20. Dezember 2018

1803 wurde das Stift vom Königreich Preußen säkularisiert. Die Münsterkirche mit ihrem gesamten Inventar wurde allerdings sofort von der Pfarrgemeinde St. Johann Baptist übernommen. Die nächsten 150 Jahre war die Kirche Pfarrkirche. Der Name Münsterkirche, der sich eingebürgert hatte, blieb, auch wenn kein Stift mehr bestand. Als Pfarrkirche diente sie der katholischen Innenstadt-Gemeinde der Stadt Essen, die gerade im 19. und Anfang des 20. Jahrhunderts an Mitgliedern erheblich zunahm.
Nachdem es bereits in den 1920er-Jahren erste Bestrebungen gegeben hatte, ein Bistum im Ruhrgebiet zu errichten, wurde 1958 aus Teilen der Bistümer Münster, Paderborn und Köln ein neues Bistum errichtet, zu dessen Bischofskirche die Essener Münsterkirche erhoben wurde. Am 1. Januar 1958 wurde der erste Essener Bischof Franz Hengsbach in einem Festgottesdienst durch den Apostolischen Nuntius Aloysius Muench in sein Amt eingeführt. Seitdem ist das Essener Münster der religiöse Mittelpunkt des Bistums. Den Höhepunkt seiner über tausendjährigen Geschichte stellte schließlich 1987 der Besuch des Papstes Johannes Paul II. dar.

## Domkapitel

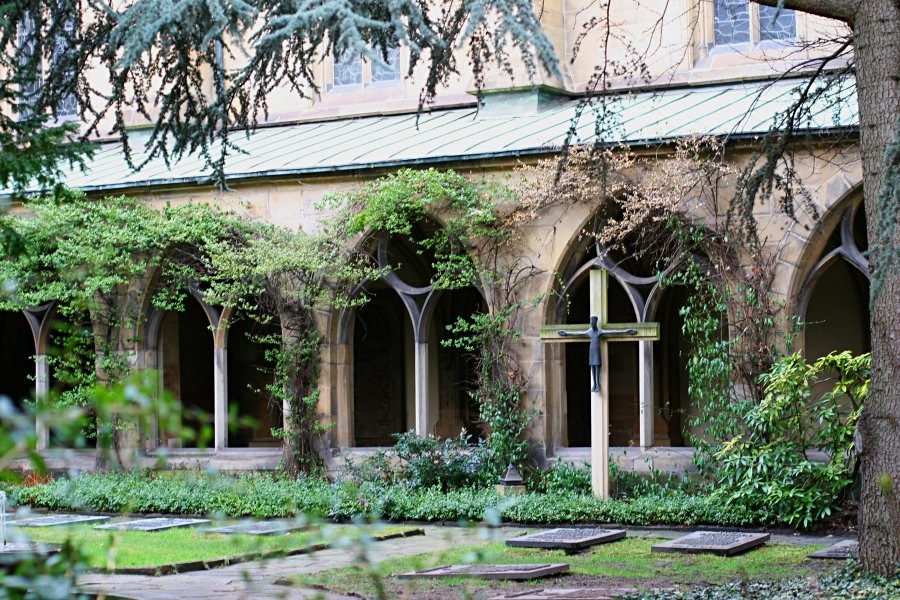
Im Kreuzgang der Münsterkirche befindet sich auch der Friedhof der Domkapitulare

Das Essener Domkapitel wurde durch die päpstliche Bulle Solet Apostolica vom 25. Oktober 1959 am 1. Januar 1960 errichtet. Es umfasst eine Dignität – den Dompropst – sowie sechs residierende und vier nichtresidierende Domkapitulare und bis zu sechs Domvikare, die an den Beratungen des Kapitels nicht beteiligt sind. Üblicherweise sind die Weihbischöfe in Essen auch zu residierenden Domkapitularen ernannt.
Gemäß dem Preußen-Konkordat von 1929 kommt ihm neben seinen üblichen Aufgaben (Sorge um die liturgischen Feiern in der Hohen Domkirche, Wahl eines Diözesanadministrators, Beratung und Unterstützung des Bischofs bei der Leitung der Diözese, Verwaltung des Domschatzes) auch das Recht der Bischofswahl zu.
Liste der Dompröpste als Hausherren der Kathedrale:
| Nr. | Name                    | von  | bis  | Quelle |
| --- | ----------------------- | ---- | ---- | ------ |
| 6   | Michael Dörnemann       | 2023 |      |        |
| 5   | Thomas Zander           | 2014 | 2023 | [ 9 ]  |
| 4   | Ottmar Vieth            | 2005 | 2013 | [ 10 ] |
| 3   | Günter Berghaus         | 1993 | 2004 | [ 11 ] |
| 2   | Ferdinand Schulte Berge | 1978 | 1993 | [ 12 ] |
| 1   | Alois Reiermann         | 1960 | 1978 |        |

## Dommusik
Die erste und vornehmste Aufgabe der Essener Dommusik ist die musikalische Gestaltung der Pontifikal- und Kapitelsämter im Hohen Dom zu Essen. Aus dem Kirchenchor der Essener Münsterkirche ging nach der Gründung des Bistums Essen der Essener Domchor hervor. Er wird seit dem Jahr 2021 von Domkapellmeister Steffen Schreyer geleitet. 1961 wurden die Essener Domsingknaben gegründet und knüpfen an die alte Tradition der Scholaren am Essener Damenstift an, die bis in die Zeit der Stadtgründung zurückreicht. Seit 2016 leitet Harald Martini den Chor. Der Mädchenchor am Hohen Dom zu Essen wurde auf Wunsch des Domkapitels 1992 vom damaligen Domkapellmeister Raimund Wippermann gegründet. Bedeutende Auszeichnungen (u. a. erster Preis beim Deutschen Chorwettbewerb 2010) zeigen die hohe Qualität und das eigene Profil, das sich der Chor in dieser Zeit erarbeitet hat. Seit 2021 steht das Ensemble unter Leitung von Steffen Schreyer. Er rief mit seinem Stellenantritt auch ein Profiensemble mit dem Namen Capella cathedralis ins Leben. Domorganist ist seit 2014 Sebastian Küchler-Blessing.